# Ruamahuaiti Island
Ruamahuaiti Island ist eine Insel östlich der Coromandel Peninsula in der Region Waikato vor der Nordinsel von Neuseeland.

## Geographie
Die fast quadratische Insel zählt zu der Inselgruppe der Aldermen Islands, die rund 17 km östlich der Coromandel Peninsula im Pazifischen Ozean liegt. Ruamahuaiti Island befindet sich rund 2 km südsüdwestlich von [[Ruamahuanui Island|Ruamahuanui Island]], der größten Insel der Inselgruppe. Mit einer Höhe von 180 m und einer Flächenausdehnung von 28,4 Hektar erstreckt sich die Insel über rund 700 m in Südwest-Nordost-Richtung und verfügt über eine maximale Breite von rund 535 m in Nordwest-Südost-Richtung. Die beiden am nächsten liegenden Inseln sind Half Island, rund 475 m in nordwestlicher Richtung und die Felseninsel Big Hump rund 160 m östlich.